# Willi Wells
Willi Wells (21 de abril de 1884 - 11 de abril de 1951) fue un actor y director teatral, además de cinematográfico, de nacionalidad danesa.

## Filmografía
- 1949 : Greven från gränden
- 1947 : Pappa sökes
- 1946 : Ballongen
- 1943 : Sjätte skottet
- 1935 : Ungkarlspappan

## Teatro

### Actor
- 1925 : Kannibal-Flirt, de Albin Erlandzon, dirección de Willi Wells, Södermalmsteatern y Pallas-Teatern[1]
- 1925 : Malmviks Malliga Malena, de Max Lander y Max Roland, dirección de Willi Wells, Pallas-Teatern[2]
- 1925 : Rutigt och randigt, de Max Lander y Max Roland, dirección de Willi Wells, Pallas-Teatern[3] y Södermalmsteatern[4]
- 1925 : En orolig bröllopsnatt, de Gran., dirección de Willi Wells, Södermalmsteatern[5]
- 1926 : Trumf i hjärter, de Max Lander y Max Roland, dirección de Willi Wells, Södermalmsteatern[6]
- 1926 : Amor och kvinnofriden, de Gran, dirección de Willi Wells, Södermalmsteatern[7]
- 1926 : Åh, en så'n tös!, de Gran, dirección de Willi Wells, Pallas-Teatern[8]
- 1926 : I fruntimmersveckan, de Gran, dirección de Willi Wells, Södermalmsteatern[9]
- 1926 : Farliga kvinnor, de Gran, Södermalmsteatern[10]
- 1927 : Farliga kvinnor, de Gran, Södermalmsteatern[11]
- 1944 : Rebeca, de Daphne du Maurier, dirección de Martha Lundholm, Vasateatern[12]

### Director
- 1925 : Kannibal-Flirt, de Albin Erlandzon, Södermalmsteatern y Pallas-Teatern
- 1925 : Malmviks Malliga Malena, de Max Lander y Max Roland, Pallas-Teatern
- 1925 : Rutigt och randigt, de Max Lander y Max Roland, Pallas-Teatern y Södermalmsteatern
- 1925 : En orolig bröllopsnatt, de Gran., Södermalmsteatern
- 1926 : Trumf i hjärter, de Max Lander y Max Roland, Södermalmsteatern
- 1926 : Amor och kvinnofriden, de Gran, Södermalmsteatern
- 1926 : Åh, en så'n tös!, de Gran, Pallas-Teatern
- 1926 : I fruntimmersveckan, de Södermalmsteatern
- 1926 : Kärlek och boxning, de Gran, Södermalmsteatern[13]
- 1927 : Kärlekskarusellen, de Bejve & C:o, Södermalmsteatern[14]